# Deuteraphorura hussoni
Deuteraphorura hussoni is een springstaartensoort uit de familie van de Onychiuridae. De wetenschappelijke naam van de soort is voor het eerst geldig gepubliceerd in 1935 door Denis.